# Amtsbezirk Oberwölz
Der Amtsbezirk Oberwölz war zwischen 1853 und 1867 eine Verwaltungseinheit im Brucker Kreis in der Steiermark.
Der Amtsbezirk war der Kreisbehörde in Bruck an der Mur unterstellt und besorgte deren Amtsgeschäfte vor Ort. Die Zuständigkeit erstreckte sich neben Oberwölz auf die Gemeinden Feistritz, Niederwölz, Oberwölz, St. Peter am Kammersberg, Peterdorf, Pöllau, und Winklern.